# Candyman (크리스티나 아길레라의 노래)
〈Candyman〉은 크리스티나 아길레라의 노래이다. 또한 Candyman은 5번째 정규 앨범 《Back to Basics》의 3번째 싱글이다. 빌보드 핫 100 25위를 한 곡이며, Candyman은 미합중국 음반 산업 협회(RIAA) 인증 플래티넘 등급을 받은 곡이다.